# Ouanes Amor
Ouanes Amor es un pintor francés,  nacido el año 1936 en  Túnez.
Llegado a Francia a la edad de 17 años, se convirtió en 1960 en alumno de Roger Chastel y posteriormente en 1970, en ayudante de Gustave Singier. En 1980, es nombrado profesor de la École nationale supérieure des beaux-arts. 